# 岐阜インターチェンジ

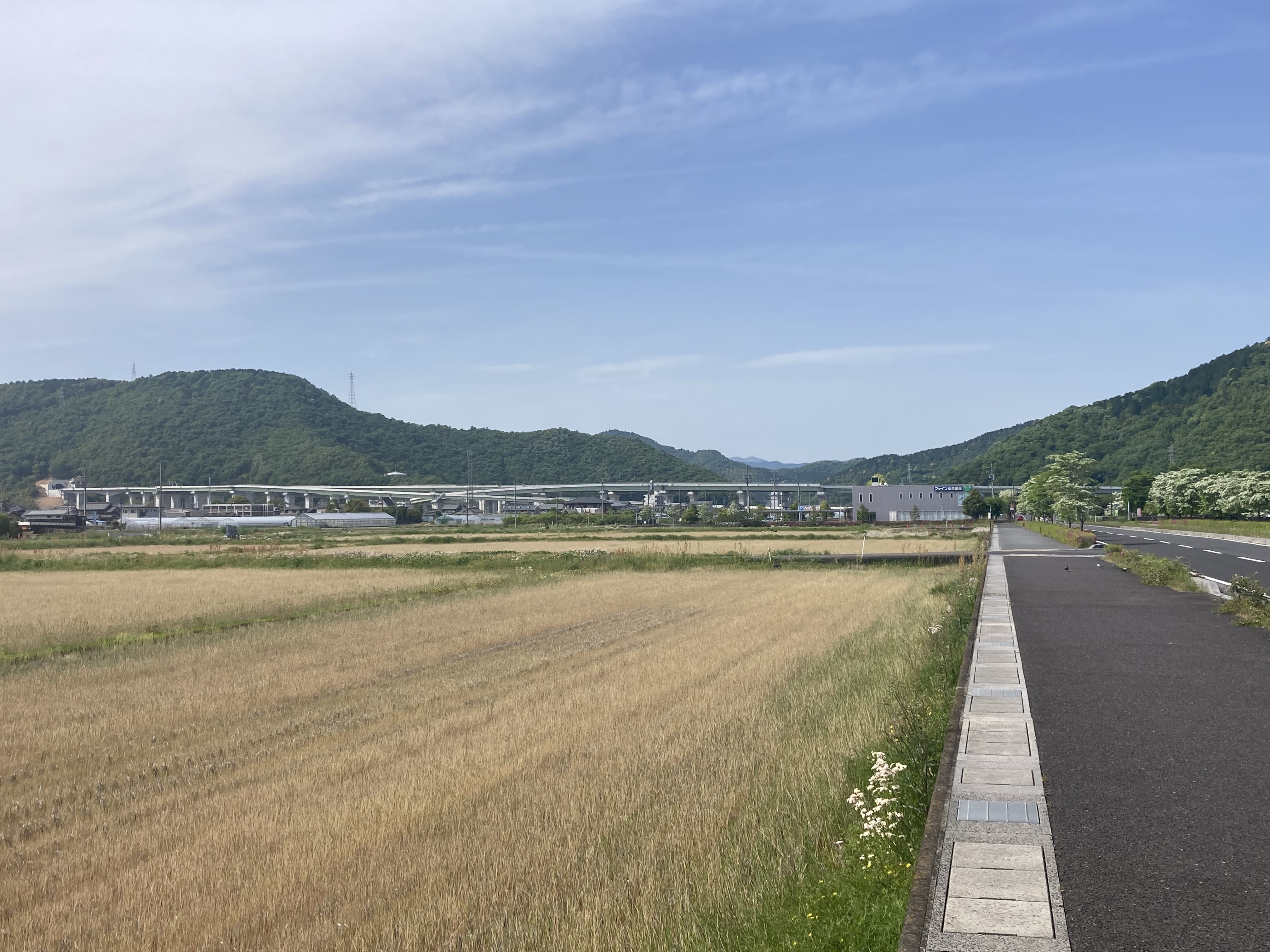
岐阜インターチェンジの遠景

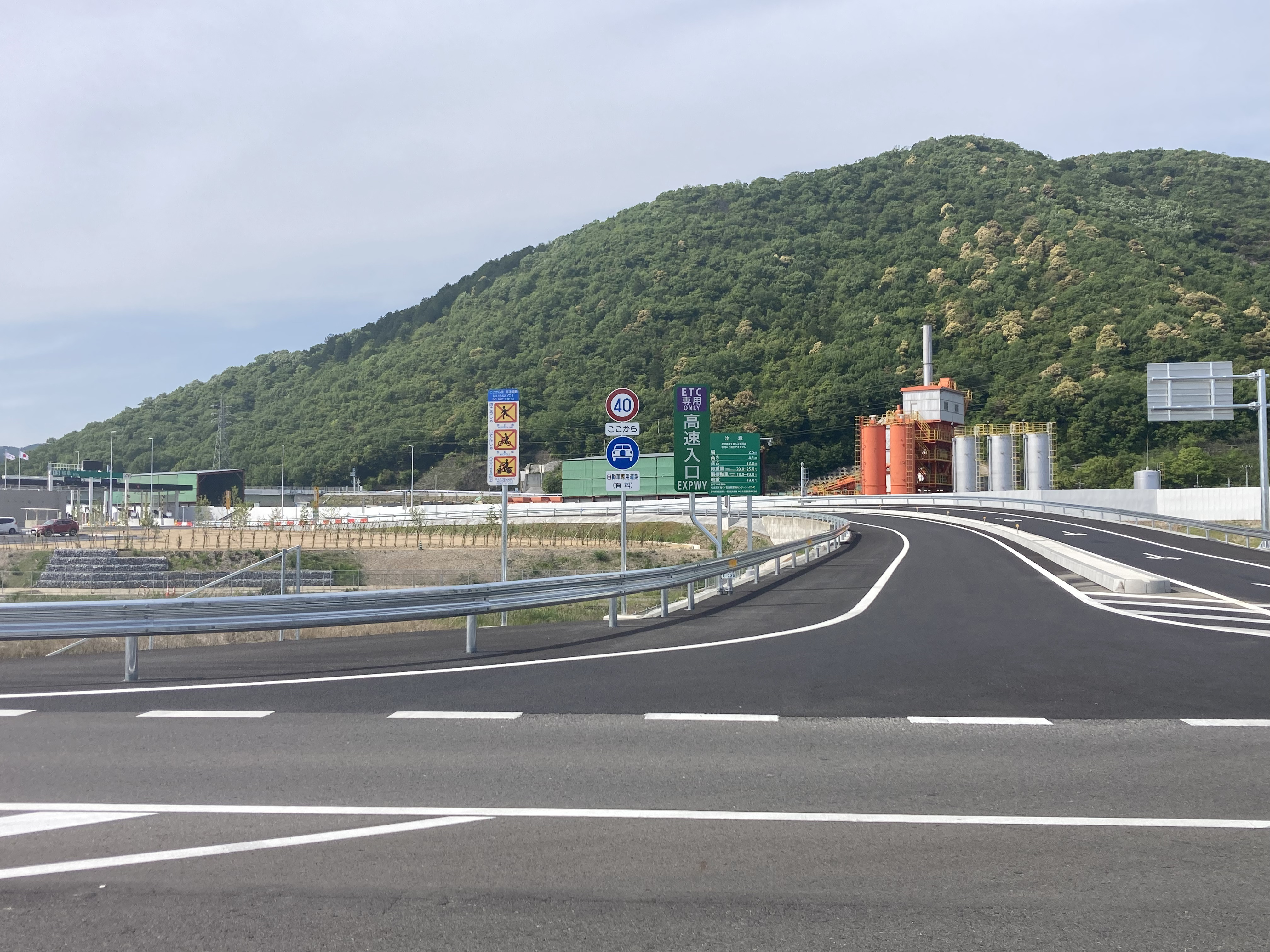
岐阜インターチェンジの入口ランプ

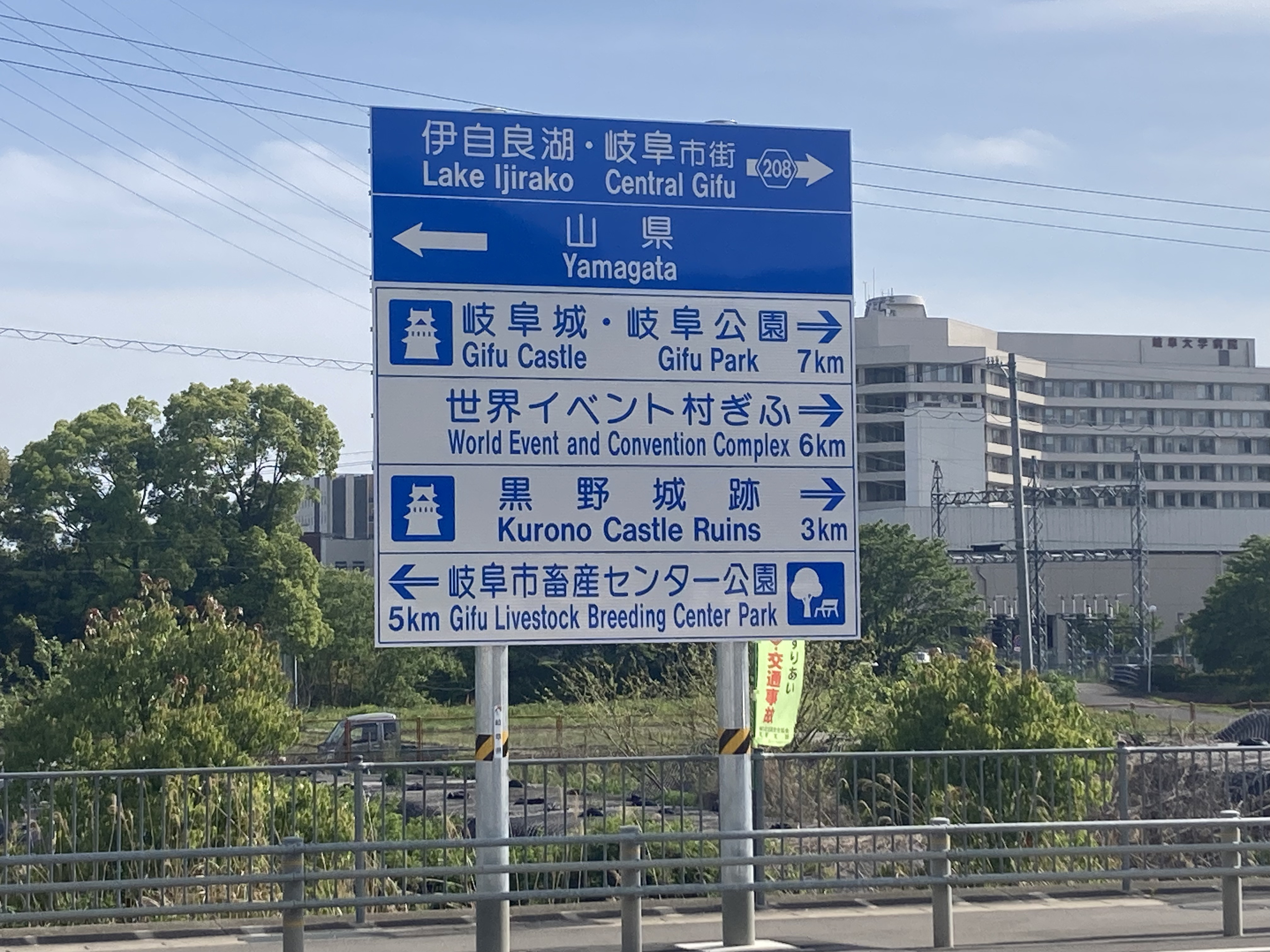
岐阜インターチェンジの出口にある経路案内標識

岐阜インターチェンジ（ぎふインターチェンジ）は、岐阜県岐阜市にある東海環状自動車道のインターチェンジである。2025年（令和7年）4月6日15時にETC専用料金所として供用開始された。

## 概要
本インターの特徴として、標高が高い位置に掘られた岐大トンネル（建設時仮称・岐阜山県第一トンネル）と御望山トンネルに接続する構造上、本線車道に接続する道路すべてが高架橋であり、鋼製の橋桁（鋼橋）で橋板を支えている。使用された鋼材は約1万2000トンで、東京タワーの約3倍とされる。橋桁が架けられる以前は、無数のコンクリート製橋脚が林立した状態から「岐阜のストーンヘンジ」とも呼ばれていた。
本インターのCランプは、鋼6径間連続鈑桁橋、鋼5径間連続少数主桁橋、鋼2径間連続箱桁橋、鋼3径間連続少数主桁橋を採用し、支持層深度25～55 mの軟弱地盤に対して場所打ち杭基礎を採用した。支承構造は橋脚の固有周期に応じて免震支承と多点固定支承が採用されている。

### 主な構造物
以下は、東海環状自動車道岐阜インターチェンジの入札公告による。
- 中央本線東橋：鋼4径間連続箱桁橋、橋長270 m、最大支間長69.8 m、鋼重約1630トン
- 伊自良川橋：鋼4径間連続箱桁橋、橋長249 m、最大支間長66 m、鋼重約1110トン + 鋼2径間連続箱桁橋、橋長107 m、最大支間長70 m、鋼重約260トン
- 村山川橋：鋼単純鈑桁橋、橋長35 m、最大支間長33.2 m、鋼重約110トン
- A-1ランプ橋：鋼単純鈑桁橋、橋長55 m、最大支間長53.3 m、鋼重約170トン
- A-2ランプ橋：鋼9径間連続箱桁橋、橋長439 m、最大支間長51.6 m、鋼重約1020トン
- B-1ランプ橋：鋼5径間連続箱桁橋、橋長253 m、最大支間長55.5 m、鋼重約590トン
- B-2ランプ橋：鋼3径間連続鈑桁橋、橋長141 m、最大支間長49.1 m、鋼重約240トン
- C-1ランプ橋：鋼6径間連続鈑桁橋、橋長200 m、最大支間長37 m、鋼重約330トン
- C-2ランプ橋：鋼5径間連続鈑桁橋、橋長237 m、最大支間長47.5 m、鋼重約430トン
- C-3ランプ橋：鋼2径間連続箱桁橋、橋長120 m、最大支間長59.1 m、鋼重約860トン
- C-4ランプ橋：鋼3径間連続鈑桁橋、橋長117 m、最大支間長39.0 m、鋼重約190トン
- D-1ランプ橋：鋼単純鈑桁橋、橋長63 m、最大支間長61.6 m、鋼重約300トン
- D-2ランプ橋：鋼5径間連続箱桁橋、橋長222 m、最大支間長46.9 m、鋼重約880トン
- D-3ランプ橋：鋼6径間連続箱桁橋、橋長309 m、最大支間長53.0 m、鋼重約890トン
- D-4ランプ橋：鋼3径間連続鈑桁橋、橋長138 m、最大支間長46.0 m、鋼重約260トン
- D-5ランプ橋：鋼2径間連続鈑桁橋、橋長111 m、最大支間長54.5 m、鋼重約540トン
- 中央本線西橋：鋼8径間連続鈑桁橋、橋長427 m、最大支間長55 m、鋼重約1140トン
- 御望山本線橋：鋼2径間連続鈑桁橋、橋長72 m、最大支間長35.2 m、鋼重約220トン

## 歴史
- 2024年（令和6年）8月5日 : IC名称が「岐阜IC」に正式決定[9]。
- 2025年（令和7年）4月6日15時 : 山県IC - 本巣IC間の開通に伴い、ETC専用として供用開始[2]。

## 周辺
忠節橋から北へ約5 kmに位置する。岐阜市街地や世界イベント村ぎふ（岐阜メモリアルセンターや長良川球場など）への最寄りICとなる。
また、岐阜県唯一の高度救命救急センターである岐阜大学医学部附属病院の直近に岐阜ICが開通し、アクセス性の向上により、救急医療活動を支援したり、岐阜IC周辺では研究機関や企業、高度な研究や人材が集積されることが期待されている。
- 岐阜大学
- 岐阜大学医学部附属病院
- 岐阜薬科大学
- カネスエ岐大前店
- 平野総合病院

## 接続する道路
- 直接接続
  - 岐阜県道208号岐阜インター線[注釈 2]
  - 岐阜市道城田寺黒野線[注釈 2]
- 間接接続
  - 岐阜県道91号岐阜美山線[注釈 3]

## 料金所
- ブース数 : 5

標準的なレーン運用であり、メンテナンス等により実際のレーン運用とは異なる場合がある（2025年4月8日現在）。

### 入口
- ブース数 : 2
  - ETC / サポート : 1
  - ETC専用 : 1

### 出口
- ブース数 : 3
  - ETC専用 : 2
  - サポート : 1

## 隣
C3 東海環状自動車道
(12)山県IC - (13)岐阜IC - (14)本巣IC

## 利用交通量
国土交通省中部地方整備局岐阜国道事務所および中日本高速道路名古屋支社から開通後の利用交通量が公表されており、2025年（令和7年）4月8日から同24日までの平均日交通量は、山県IC - 岐阜IC間で平均3,600台/日、岐阜IC - 本巣IC間で平均2,600台/日と公表されている。